# St. Antonius Abt (Overasselt)

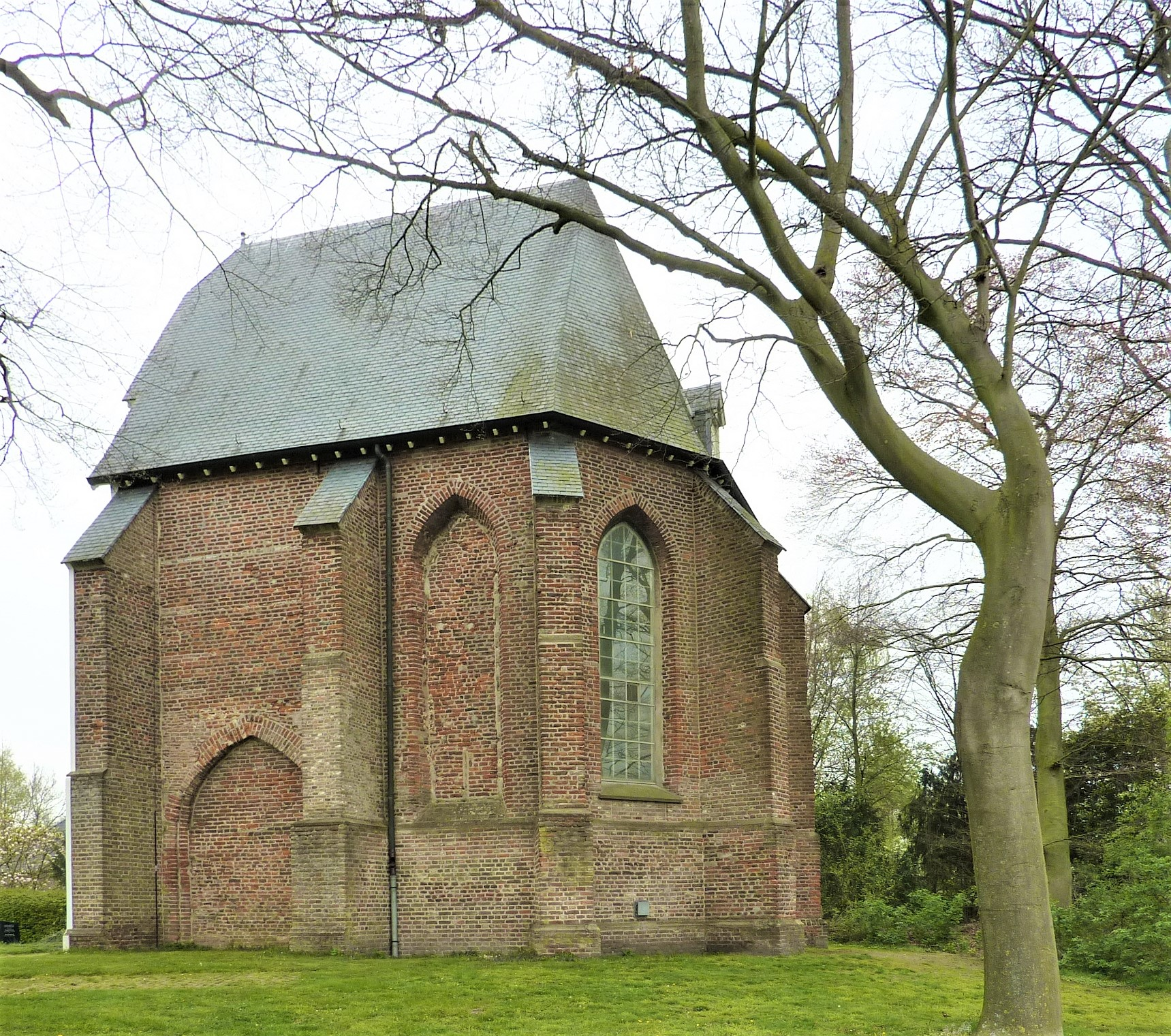
Der spätgotische Chor von Overasselt

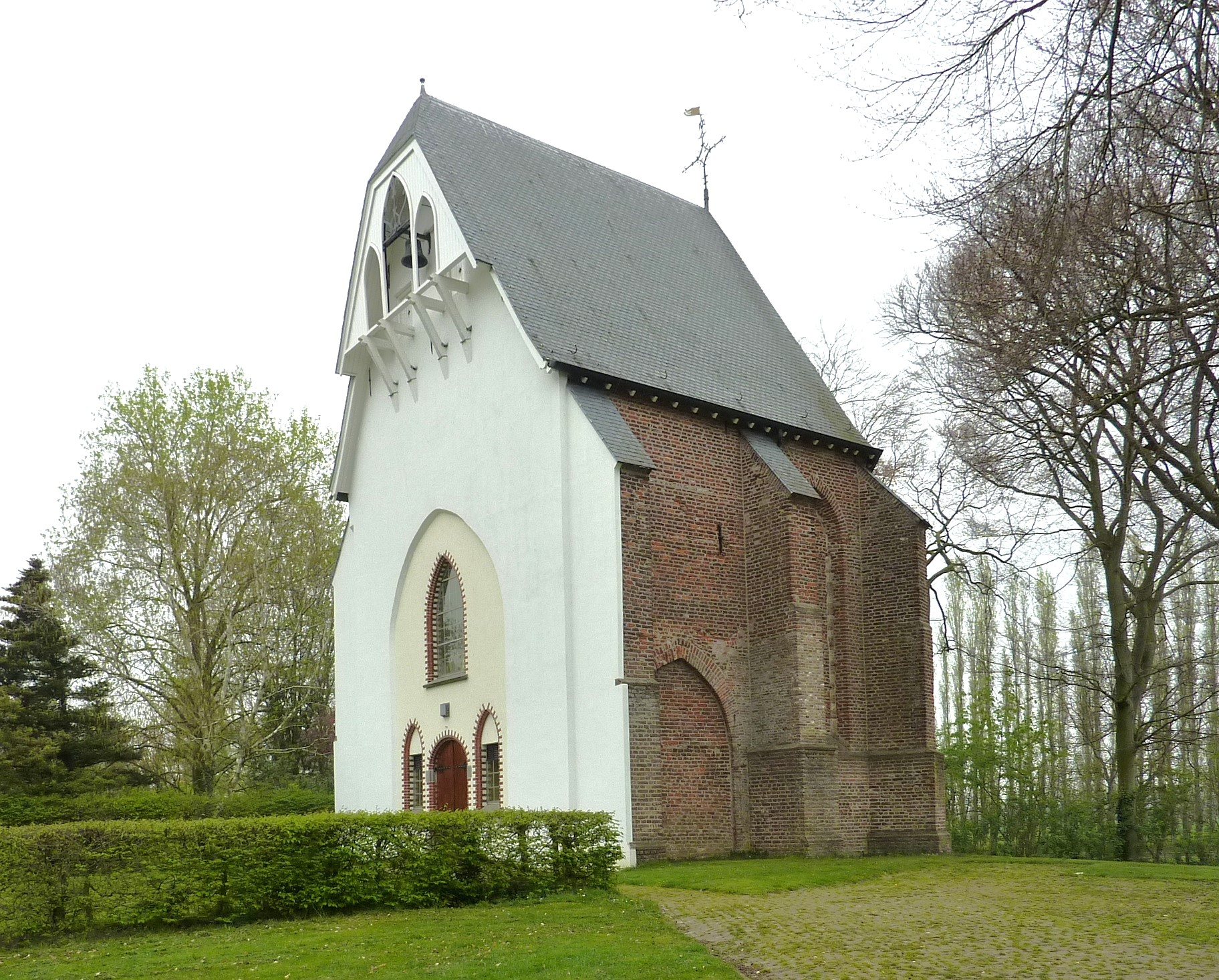
Der Chor von Südwesten

St. Antonius Abt (auch Hervormde Kerk genannt, deutsch Reformierte Kirche), heute Ausstellungsgebäude, war die evangelisch-reformierte Pfarrkirche von Overasselt, einem Ortsteil der Gemeinde Heumen in der niederländischen Provinz Gelderland.

## Geschichte
Die spätgotische Pfarrkirche, dem heiligen Antonius dem Großen gewidmet, war dem Priorat der Benediktinerabtei von Saint-Valery-sur-Somme in Overasselt inkorporiert. Archäologische Grabungen haben einen Vorgängerbau aus dem 10./11. Jahrhundert nachgewiesen, der vermutlich mit dem Priorat der Benediktiner in Zusammenhang stand. Das Gotteshaus wurde zu Beginn des 17. Jahrhunderts reformierte Pfarrkirche. Das Langhaus wurde 1710 wegen Baufälligkeit niedergelegt und lediglich der Chorraum aus dem 15. Jahrhundert für den Gottesdienst hergerichtet, indem der Westgiebel vermauert und der Triumphbogen geschlossen wurde. Der alte Chor besteht aus zwei Jochen, schließt dreiseitig und wird von einem Netzgewölbe überspannt. 1908 wurde an den Westgiebel ein offener Glockenstuhl aufgesetzt.
Seit 1972, als sich die Gläubigen Overasselts mit der Kirchengemeinde der heutigen Protestantse Kerk in Heumen zusammenschlossen, wird der Chor nicht mehr für den Gottesdienst genutzt.
Heute dient der Kirchenrest als Ausstellungsraum und ist als niederländisches Rijksmonument eingestuft. Im dortigen Verzeichnis der Monumente wird die Kirche als „Restant van een laat-gotische kloosterkerk“ (Rest einer spätgotischen Klosterkirche) beschrieben. In der hier verwendeten regionalgeschichtlichen Literatur findet sich dazu jedoch keine Entsprechung und nur eine Beschreibung als Pfarrkirche. Das Priorat hatte nördlich von Overasselt ein eigenes Gotteshaus mit der Kapelle St. Walrick.